# Jochi
Jochi (în mongolă Зүчи, Züči, de la cuvântul mongol zočin: „oaspete”, „musafir”), născut prin 1182, decedat în februarie 1227, era fiul cel mare al lui Genghis Han (mort și el în 1227), și frate mai mare al lui Chaghatai, Ogodai și Tolui.

## Biografie
Mama lui Jochi era soția principală a lui Genghis Han, Börte. Cu puțin timp înainte de nașterea lui Jochi, mama sa fusese capturată de merkiți și dată unuia dintre războinicii lor, Chilger Bökh. Această întâmplare a pus la îndoială paternitatea lui Genghis Han.
Jochi a participat la campaniile tatălui său, apoi, după participarea sa la cucerirea orașului Urgench, în aprilie 1221, s-a retras în apanajul constituit în stepele Uralului și Turgaiului pe care tatăl său i-l încredințase. 
A murit cu puțin timp înainte de tatăl său.
Când Genghis Han îl trimisese să supună triburile din Nord, oirații au fost primii care i-au oferit o alianță lui Genghis Han. În cursul acestei alianțe, Checheyigen s-a măritat, în 1207 cu Inalchi, iar nepoata lui Genghis Han și fiica lui Jochi s-a măritat cu ( sau Turaiji), fiul lui Quduka beki (chineză: 忽都合别乞), căpetenia oiraților.
Descendenții lui Jochi au cucerit stepele ruse, fondând hanatul Hoarda de Aur.
Printre fiii lui Jochi, se află Batu Han, Orda, Berke și Shiban. Ultimii trei sunt la originea celor trei ramuri ai descendenților lui Jochi; respectiv: hanii Hoardei Albe, hanii Hoardei de Aur și Shibanizii.

### Genealogie[3]
Arbore genealogic
- Genghis Han
  - Jochi
    - Batu Han
      - Sartak
        - Ulaqtchi

    - Orda
      - Qun Quran
      - Kulyemsa
      - Sartaqtay

    - Berke
    - Chiban